# Abrothallus halei
Abrothallus halei är en lavart som beskrevs av Pérez-Ortega, Suija, D. Hawksw. och Rolf Santesson. Abrothallus halei ingår i släktet Abrothallus, fylumet sporsäcksvampar och riket svampar. Arten har ej påträffats i Sverige.